# Jean-Armand du Peyrer, Conde de Tréville
Seu verdadeiro nome era Jean-Armand du Peyrer, Conde de Tréville (ou de Troisville). Foi um oficial francês, nascido em Oloron-Sainte-Marie em 1598 e morto em 8 de Maio de 1672 em Trois-Villes.

## Biografia

### Origens
Como Athos e Porthos, este personagem não era da antiga nobreza e sim de nobreza mais recente. Foi seu pai, Jean du Peyrer, quem introduziu na família o nome "Trois-Villes" (ou "Tréville"). Em 1607, ele compra o domínio de Trois-Villes (Eliçabia et Casamajor), próximo a Sauguis, no vale basco de Soule, que lhe dá nobreza, já que esta, no País Basco, vinha associada à terra. É desta maneira que ele consegue o direito de considerar-se cavalheiro e de assentar-se entre os cavalheiros do viscondato de Soule.

## Fase inicial
Em 1616, com a idade de dezessete anos, troca os negócios pelas armas e parte para Paris. Alista-se como cadete na Guarda Francesa. É como mosqueteiro que Tréville toma parte no Cerco de La Rochelle, de 1627 a 1628, onde é ferido. Tréville possui toda a confiança do Rei Luís XIII da França. Torna-se, em 1634, Capitão da Companhia dos Mosqueteiros. Alguns de seus recrutas célebres de 1640 vêem de sua própria família, como, por exemplo :
- seu primo Athos
- seu sobrinho por afinidade Aramis
- o cunhado de Francisco de Guillon, Senhor dos Essarts, que lhe recomenda Porthos

### Seus protetores

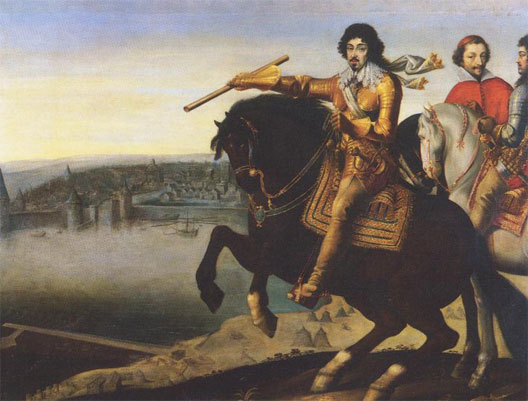
Luís XIII e Richelieu no Cerco de La Rochelle

É quando explode o caso de Cinq-Mars e François-Auguste de Thou. Luís XIII, sabe-se, não gostava de Richelieu mas não podia ficar sem ele. Fiel ao rei, Tréville compartilhava dos mesmos sentimentos. Sabendo dessa aversão, Cinq-Mars, que trama contra Richelieu, vem sondar Tréville. Este responde-lhe que jamais se envolveu na morte de qualquer pessoa. De qualquer modo, deixa transparecer que, se o rei o desejar, obedecerá.
Richelieu descobre o complô e faz executar Cinq-Mars e de Thou. Não consegue implicar Tréville na trama mas, como sabe que este último apenas aguardava por uma ordem do rei, não pode tolerar tal adversário. Richelieu exige o exílio imediato de Tréville ; o rei cede.
Com a morte de Richelieu, em 4 de Dezembro de 1642, Luís XIII não tarda a chamar o fiel Tréville para junto de si e lhe devolve o comando da Companhia dos Mosqueteiros. Alguns meses depois, em 14 de Maio de 1643, morre também o rei.
Tréville perde seu chefe e protetor. Entretanto, Ana d'Áustria, regente, para recompensar o fiel servidor do marido, erige Trois-Villes a condado, em 1643.
No entanto, entre o capitão dos mosqueteiros e o novo ministro Mazarino, não tarda a se estabelecer um clima de surda animosidade. Assim, em 1646, não conseguindo com que Tréville ceda de bom grado a seu cargo (que Mazarino queria atribuir a seu sobrinho Mancini), o ministro faz dissolver a Companhia dos Mosqueteiros.

### Seus últimos anos
A carreira de Tréville está terminada mesmo tendo ele apenas quarenta e sete anos. Ele entra num período de resistência passiva, faz-se de surdo aos apelos da Fronda, dedica-se a seu domínio basco e acaba aceitando o posto de governador do Condado de Foix. Tréville falece em Trois-Villes.
M. de Tréville deixa dois filhos, ambos sem posteridade .